# Katy Yslas-Yent
Katherine Marie „Katy“ Yslas-Yent (* 28. Oktober 1942 in Seligman, Arizona; † 29. März 2003 in Barstow, Kalifornien) war Bürgermeisterin der kalifornischen Stadt Barstow.
Yslas Familie zog auf der Suche nach Arbeit früh nach Kalifornien, Katy besuchte die Barstow High School, welche sie 1960 abschloss. An der University of La Verne erhielt sie nach zweijähriger Ausbildung ein Associate Degree und wurde Anwaltsgehilfin. Ab 1980 arbeitete Yslas-Yent am Gericht in Barstow. 1994 wurde sie in den Stadtrat von Barstow gewählt. Bei den Bürgermeisterwahlen 1996 setzte sie sich mit 47 % der Stimmen gegen vier Mitbewerber durch und damit zur Nachfolgerin des nicht mehr angetretenen Mal Wessel. Katy Yslas-Yent war die erste Latino-Bürgermeisterin Barstows. Bei der Wahl im Jahr 2000 unterlag sie klar dem republikanischen Herausforderer Lawrence E. Dale.
Katy Yslas-Yent starb 2003 im 61. Lebensjahr an Krebs.